# Squalius albus
Squalius albus és una espècie de peix cipriniforme de la família dels ciprínids.